# Diatenes alampeta
Diatenes alampeta là một loài bướm đêm trong họ Noctuidae.